# ينس كريستنسن
ينس كريستنسن (بالإنجليزية: Jens Christensen)‏ هو قسيس أمريكي، ولد في 24 أغسطس 1899 في شيكاغو في الولايات المتحدة، وتوفي في 1966.